# Beaujolais (AOC)
Pour la région, voir Beaujolais.
Le beaujolais est un vin français d'appellation d'origine contrôlée produit dans le Nord du département du Rhône et sur quelques communes de Saône-et-Loire.
L'appellation couvre l'intégralité du vignoble du Beaujolais et se décline dans les trois couleurs rouge, rosé et blanc ; elle peut être complétée par les mentions « villages » (dans les trois couleurs), « supérieur » (uniquement en rouge), « nouveau »/« primeur » (pour les rouges ou rosés) ou par le nom de certaines communes. Ce vin est fait surtout à partir du cépage gamay pour les vins rouges et du chardonnay pour les vins blancs (ces derniers ne représentent que 8 % de la production totale en 2023).

## Histoire
L'appellation d'origine contrôlée beaujolais est officiellement reconnue par le décret du 12 septembre 1937 qui créait une commission chargée de délimiter l'aire de production.
Le décret du 26 août 1946 permet d'adjoindre le nom de certaines communes (celles qui forment aujourd'hui l'appellation beaujolais-villages) à l'appellation beaujolais. Le décret du 21 avril 1950 créé la dénomination beaujolais-villages, sous les même conditions de production (et ensuite les mêmes décrets). Le cahier des charges est modifié en octobre 1998, en décembre 2003, en novembre 2004 (suppression du passage « les vins proviennent de raisins récoltés entiers »), en novembre 2009, en novembre 2011, en janvier 2013 et en septembre 2022.
À partir de 1951, la sortie du beaujolais nouveau devient un évènement dont l'importance va croissant. Depuis 1985, la date de sortie correspond au troisième jeudi du mois de novembre.

### Étymologie
L'appellation tire son nom de l'ancienne capitale seigneuriale, l'actuelle ville de Beaujeu.

## Vignoble

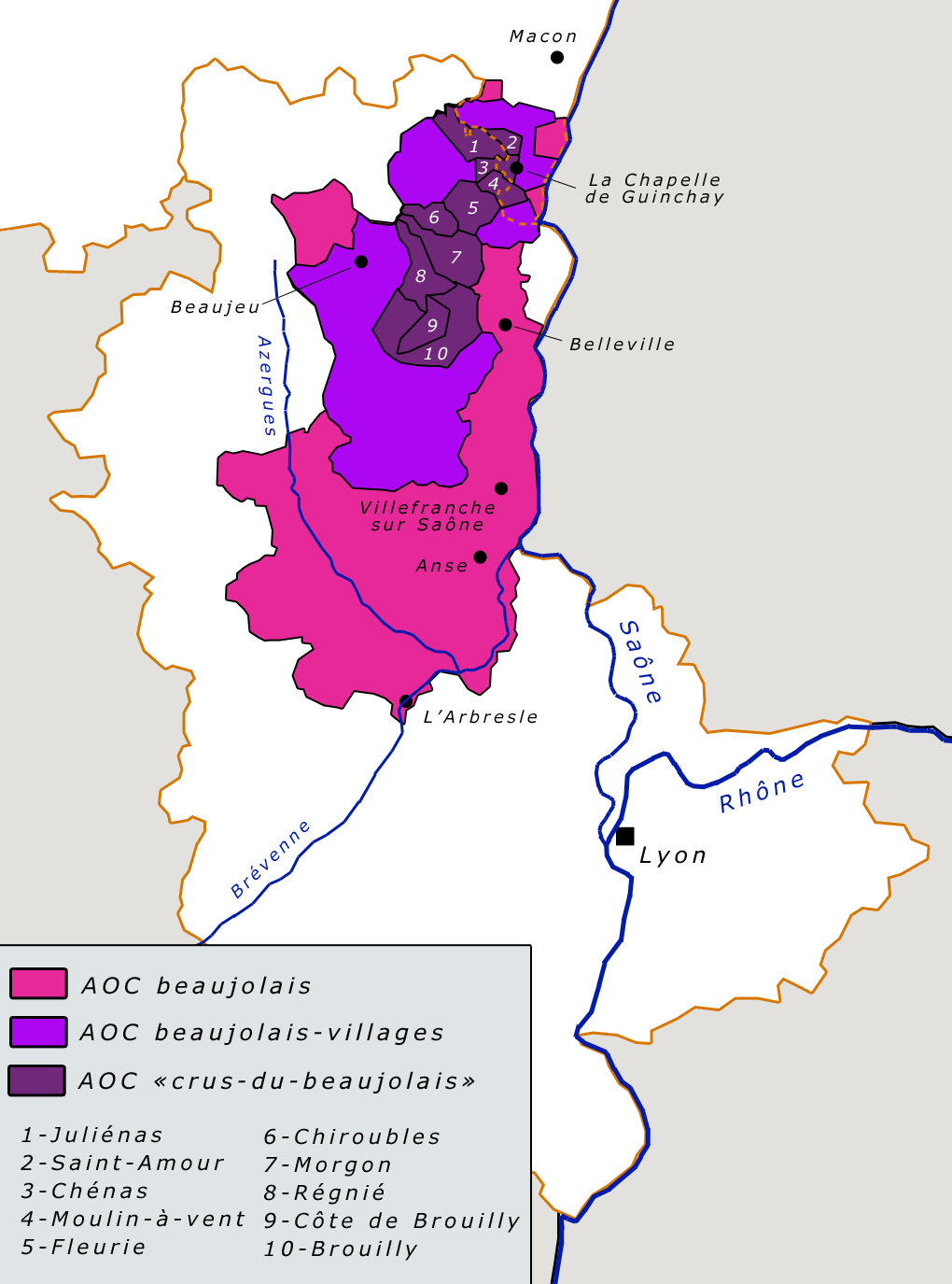
Carte du vignoble du Beaujolais.

Les vins de l'appellation beaujolais peuvent être produits par toutes les communes du vignoble du Beaujolais, dans les départements du Rhône et de Saône-et-Loire.
Selon les Douanes, la superficie revendiquée en 2023 sous l'appellation est de 6 681 hectares, dont :
- 3 043 ha de beaujolais rouge ;
- 2 795 ha de beaujolais-villages rouge ;
- 41 ha de beaujolais supérieur (uniquement en rouge) ;
- 180 ha de beaujolais rosé ;
- 41 ha de beaujolais-villages rosé ;
- 367 ha de beaujolais blanc ;
- 214 ha de beaujolais-villages blanc[1].

En 2010, l'aire de production était de 7 000 ha.

### Aire d'appellation
Selon le décret de 2022, la récolte des raisins, la vinification et l'élaboration des vins sont assurées sur le territoire des communes suivantes :
- département du Rhône : Alix, Anse, L'Arbresle, Les Ardillats, Arnas, Bagnols, Beaujeu, Belleville, Belmont-d'Azergues, Blacé, Bully, Cercié, Chambost-Allières, Chamelet, Charentay, Charnay, Châtillon, Chazay-d'Azergues, Chénas, Chessy, Chiroubles, Cogny, Corcelles-en-Beaujolais, Dareizé, Denicé, Émeringes, Fleurie, Frontenas, Gleizé, Jarnioux, Juliénas, Jullié, Lacenas, Lachassagne, Lancié, Lantignié, Le Bois-d'Oingt, Le Breuil, Légny, Létra, Liergues, Limas, Lozanne, Lucenay, Marchampt, Marcy, Moiré, Montmelas-Saint-Sorlin, Morancé, Nuelles, Odenas, Oingt, Les Olmes, Le Perréon, Pommiers, Pouilly-le-Monial, Quincié-en-Beaujolais, Régnié-Durette, Rivolet, Saint-Clément-sur-Valsonne, Saint-Cyr-le-Chatoux, Saint-Didier-sur-Beaujeu, Saint-Étienne-des-Oullières, Saint-Étienne-la-Varenne, Saint-Georges-de-Reneins, Saint-Germain-sur-l'Arbresle, Saint-Jean-d'Ardières, Saint-Jean-des-Vignes, Saint-Julien, Saint-Just-d'Avray, Saint-Lager, Saint-Laurent-d'Oingt, Saint-Loup, Saint-Romain-de-Popey, Saint-Vérand, Sainte-Paule, Salles-Arbuissonnas-en-Beaujolais, Sarcey, Ternand, Theizé, Vaux-en-Beaujolais, Vauxrenard, Vernay, Ville-sur-Jarnioux et Villié-Morgon ;
- département de Saône-et-Loire : Chaintré, Chânes, La Chapelle-de-Guinchay, Chasselas, Crêches-sur-Saône, Leynes, Pruzilly, Romanèche-Thorins, Saint-Amour-Bellevue, Saint-Symphorien-d'Ancelles et Saint-Vérand[3]. Certaines parcelles sur ces communes bénéficient du droit à l'appellation jusqu'à leur arrachage ou jusqu'à la récolte 2013 incluse[16].

En outre, les vins provenant de certaines de ces localités ont le droit d'ajouter le nom de leur commune à l'appellation d'origine contrôlée (sous réserve du respect de contraintes de production plus exigeantes, qui sont les mêmes que pour les vins commercialisés sous l'AOC beaujolais-villages) : 
- dans le département du Rhône : Les Ardillats, Beaujeu, Blacé, Cercié, Charentay, Denicé, Emeringes, Jullié, Lancié, Lantignié, Marchampt, Montmelas-Saint-Sorlin, Odenas, Le Perréon, Quincié-en-Beaujolais, Rivolet, Saint-Didier-sur-Beaujeu, Saint-Étienne-des-Oullières, Saint-Étienne-la-Varenne, Saint-Julien, Saint-Lager, Salles-Arbuissonnas-en-Beaujolais, Vaux-en-Beaujolais et Vauxrenard ;
- dans le département de Saône-et-Loire : Chânes, La Chapelle-de-Guinchay, Leynes, Pruzilly, Romanèche-Thorins et Saint-Symphorien-d’Ancelles.

En 2022, l'ensemble de la production commercialisée sous l'appellation beaujolais accompagnée du nom de la commune représentait 9 % du volume de la production de l'AOC.

### Géologie

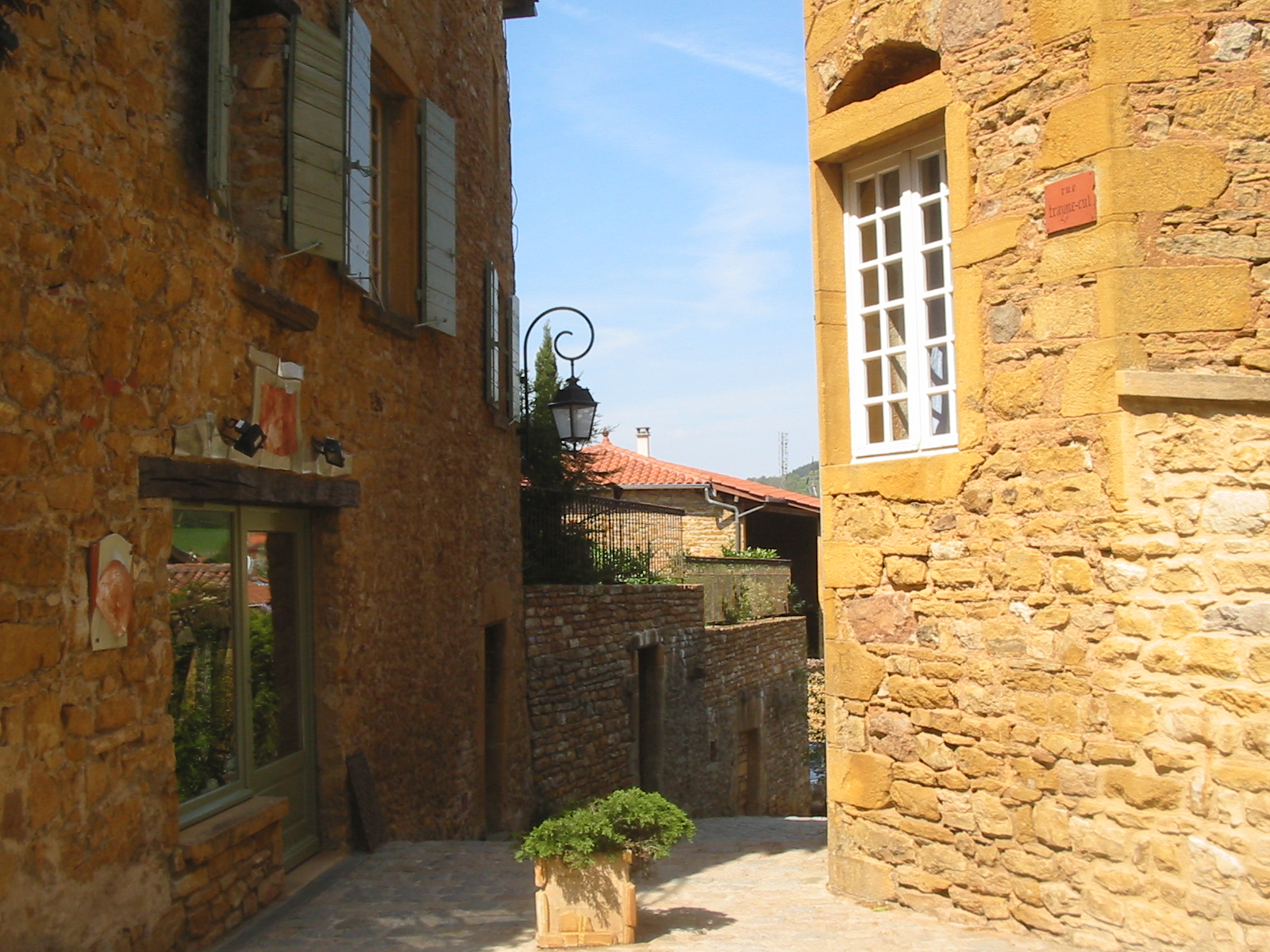
Construction en pierre dorée (rue Trayne Cul à Oingt).

Le vignoble du Beaujolais s'étend sur deux régions géologiques bien distinctes, avec au nord des sols granitiques (appellation beaujolais-villages ainsi que les dix appellations communales) et au sud des sols calcaires (où est produit la majorité de l'appellation beaujolais).
Ces calcaires sont principalement des formations du Mésozoïque (l'ère secondaire), coincées entre le socle hercynien à l'ouest (mont du Beaujolais) et les sédiments quaternaires à l'est (fossé de la Bresse). Dans la partie supérieure affleurent les calcaires jaune doré à entroques de l'Aalénien, appelés localement « pierres dorées ». Entre ce relief et les dernières collines à l'est s'étend un replat formé par l'accumulation de débris arrachés à l'arrière-pays.

### Climatologie
Il s'agit d'un climat océanique dégradé (températures modérées), avec des influences continentales (fraicheur en hiver, précipitations plus réduites, vent froid venant du nord-est) et méditerranéennes (chaleurs estivales et automnales remontant du sud).
La station météo de Villefranche-sur-Saône (à 174 mètres d'altitude) est à la limite orientale de l'aire d'appellation. Ses valeurs climatiques sont : 
| Mois                              | jan. | fév. | mars | avril | mai  | juin | jui. | août | sep. | oct. | nov. | déc. | année |
| --------------------------------- | ---- | ---- | ---- | ----- | ---- | ---- | ---- | ---- | ---- | ---- | ---- | ---- | ----- |
| Température minimale moyenne (°C) | −0,6 | 0,6  | 2,4  | 5,1   | 8,9  | 12,2 | 14,3 | 13,5 | 10,7 | 7,2  | 2,7  | 0,1  | 6,4   |
| Température moyenne (°C)          | 2,5  | 4,2  | 6,9  | 10,2  | 14,2 | 17,7 | 20,2 | 19,4 | 16,4 | 11,9 | 6,3  | 3    | 11,1  |
| Température maximale moyenne (°C) | 5,5  | 7,9  | 11,5 | 15,2  | 19,4 | 23,2 | 26,1 | 25,2 | 22,1 | 16,5 | 9,8  | 5,9  | 15,7  |
| Précipitations (mm)               | 47,3 | 45,4 | 47,4 | 58,5  | 82   | 71,4 | 59,8 | 81,6 | 71,6 | 67,2 | 60,1 | 51,7 | 744   |

| Mois                              | jan. | fév. | mars | avril | mai  | juin | jui. | août | sep. | oct. | nov. | déc. | année |
| --------------------------------- | ---- | ---- | ---- | ----- | ---- | ---- | ---- | ---- | ---- | ---- | ---- | ---- | ----- |
| Température minimale moyenne (°C) | 0,9  | 1    | 3,6  | 6,6   | 10,8 | 14,3 | 16,2 | 15,5 | 12   | 8,6  | 4,4  | 1,6  | 8     |
| Température moyenne (°C)          | 4,2  | 5,3  | 9    | 12,5  | 16,7 | 20,5 | 22,5 | 22   | 17,9 | 13,4 | 8    | 4,8  | 13,1  |
| Température maximale moyenne (°C) | 7,6  | 9,6  | 14,4 | 18,4  | 22,6 | 26,7 | 28,8 | 28,5 | 23,8 | 18,1 | 11,6 | 8    | 18,2  |
| Précipitations (mm)               | 48,3 | 37,9 | 46,9 | 62,6  | 73,5 | 73,6 | 77,1 | 71   | 68,2 | 89,9 | 88,4 | 53,5 | 790   |

| Diagramme climatique                                  |          |             |             |              |              |              |            |            |             |             |          |
| J                                                     | F        | M           | A           | M            | J            | J            | A          | S          | O           | N           | D        |
| 7,60,948,3                                            | 9,6137,9 | 14,43,646,9 | 18,46,662,6 | 22,610,873,5 | 26,714,373,6 | 28,816,277,1 | 28,515,571 | 23,81268,2 | 18,18,689,9 | 11,64,488,4 | 81,653,5 |
| Moyennes : • Temp. maxi et mini °C • Précipitation mm |          |             |             |              |              |              |            |            |             |             |          |

### Encépagement

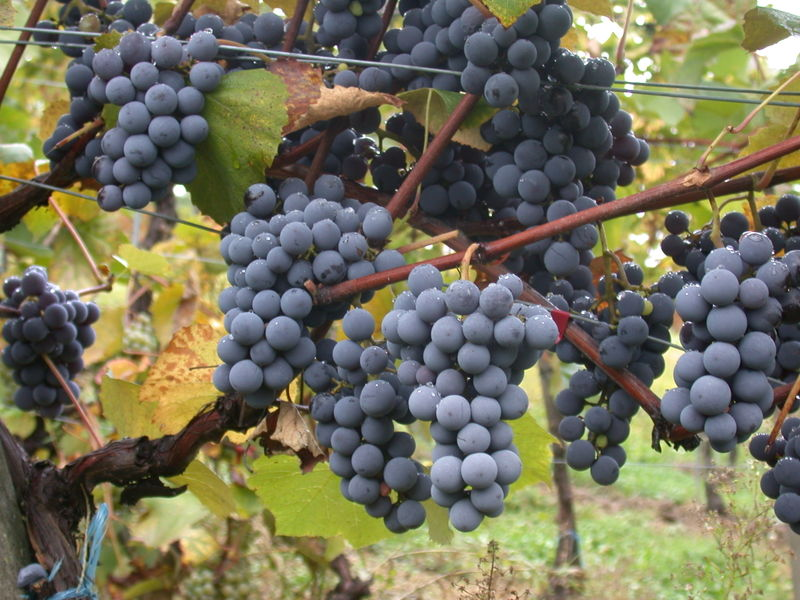
Grappes de gamay N.

La majorité de la production de rouge est faite avec du gamay N, mais le cahier des charges autorise aussi comme cépages accessoires l' aligoté B, le chardonnay B, le gamay de Bouze N, le gamay de Chaudenay N, le melon B, le pinot gris G et le pinot noir N. La proportion des gamays de Bouze N et de Chaudenay N cumulée doit être inférieure ou égale à 10 % de l’encépagement. Les autres cépages accessoires sont autorisés uniquement en mélange de plants dans les vignes, et leur proportion totale est limitée à 15 % au sein de chaque parcelle.
Le chardonnay B est le cépage unique des vins blancs.
Le gamay est un cépage peu vigoureux, faible mais fertile et dont la production doit être maîtrisée car il a tendance à s'épuiser. Les meilleurs vins de gamay sont obtenus, à l’opposé du pinot noir, sur des sols acides et granitiques. Son débourrement précoce le rend également sensible aux gelées de printemps. Il se montre parfois sensible au millerandage lorsque les conditions climatiques sont défavorables au moment de la floraison. Le gamay présente l’avantage de produire une petite récolte sur les contre-bourgeons. Le vin de gamay possède une couleur rouge nuancée de violet, il est pauvre en tanins et dévoile une bonne acidité. Il possède généralement un caractère fruité (fruits rouges, fruits noirs) mais exprime peu de complexité au niveau aromatique.

### Culture de la vigne
La taille est soit courte (en éventail, en cordon simple, double ou charmet) avec trois à cinq coursons à deux yeux maximum, soit en guyot simple avec un maximum de six yeux francs sur la baguette et un courson à deux yeux francs maximum, soit avec deux baguettes à trois yeux francs maximum. Dans le cas d'une vigne à raisin blanc (chardonnay), la taille peut être soit en guyot simple avec maximum 8 yeux francs sur la baguette et un courson à deux yeux, soit en taille à queue du Mâconnais avec une baguette à douze yeux et un courson à deux yeux. Traditionnellement en gobelet, la taille en cordon ou la taille « charmet » (taille inventée par M. Charmet en sud-Beaujolais, intermédiaire entre la taille en cordon et celle en éventail) sont aujourd'hui pratiquées. Les plantations traditionnelles étaient à densité élevée (entre 9 000 et 11 000 pieds par hectare) ; aujourd'hui, le besoin de mécaniser le vignoble conduit les viticulteurs à planter à densité plus faible, mais supérieure à 6 000 pieds par hectare.

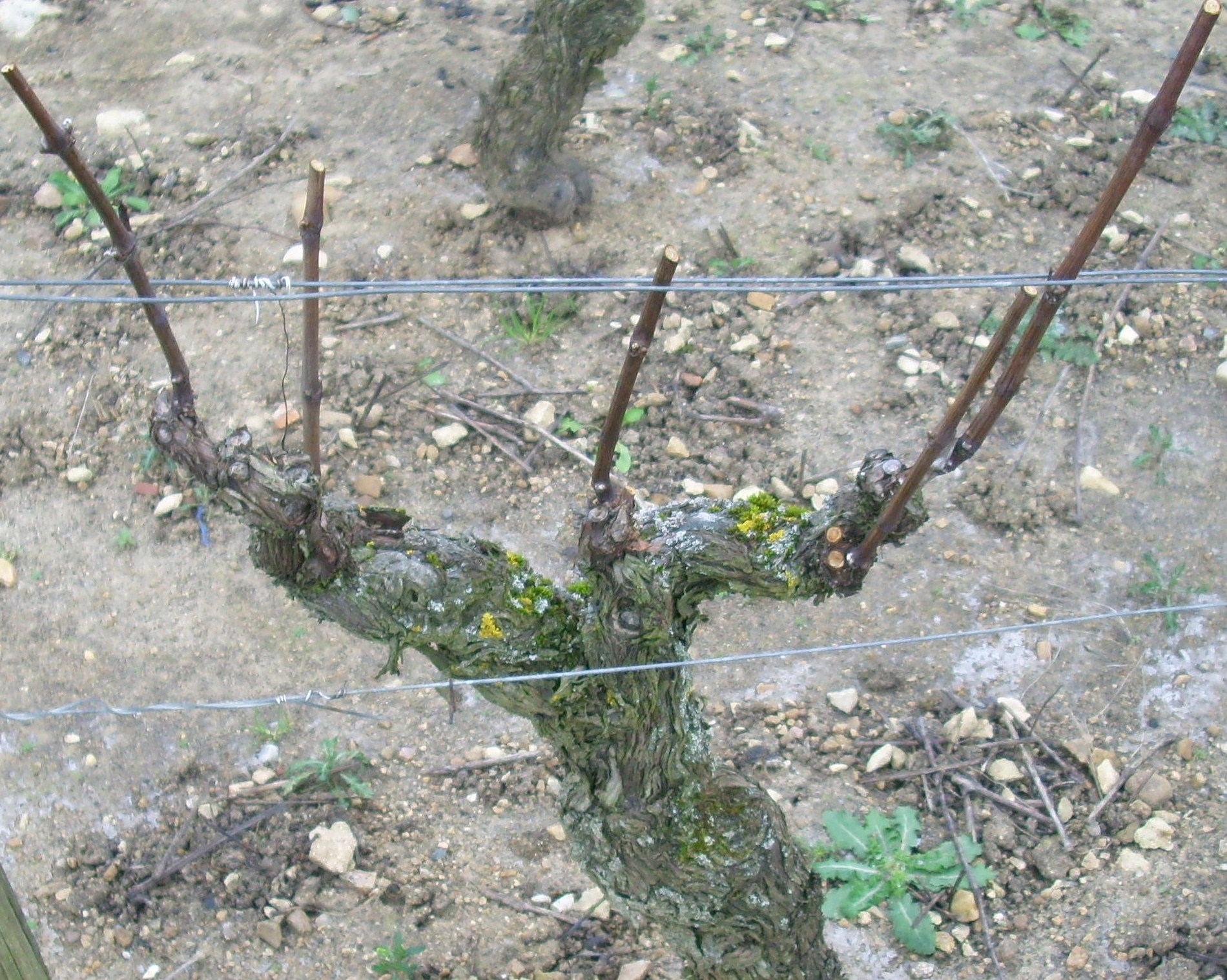
Pied de vigne taillé en gobelet.
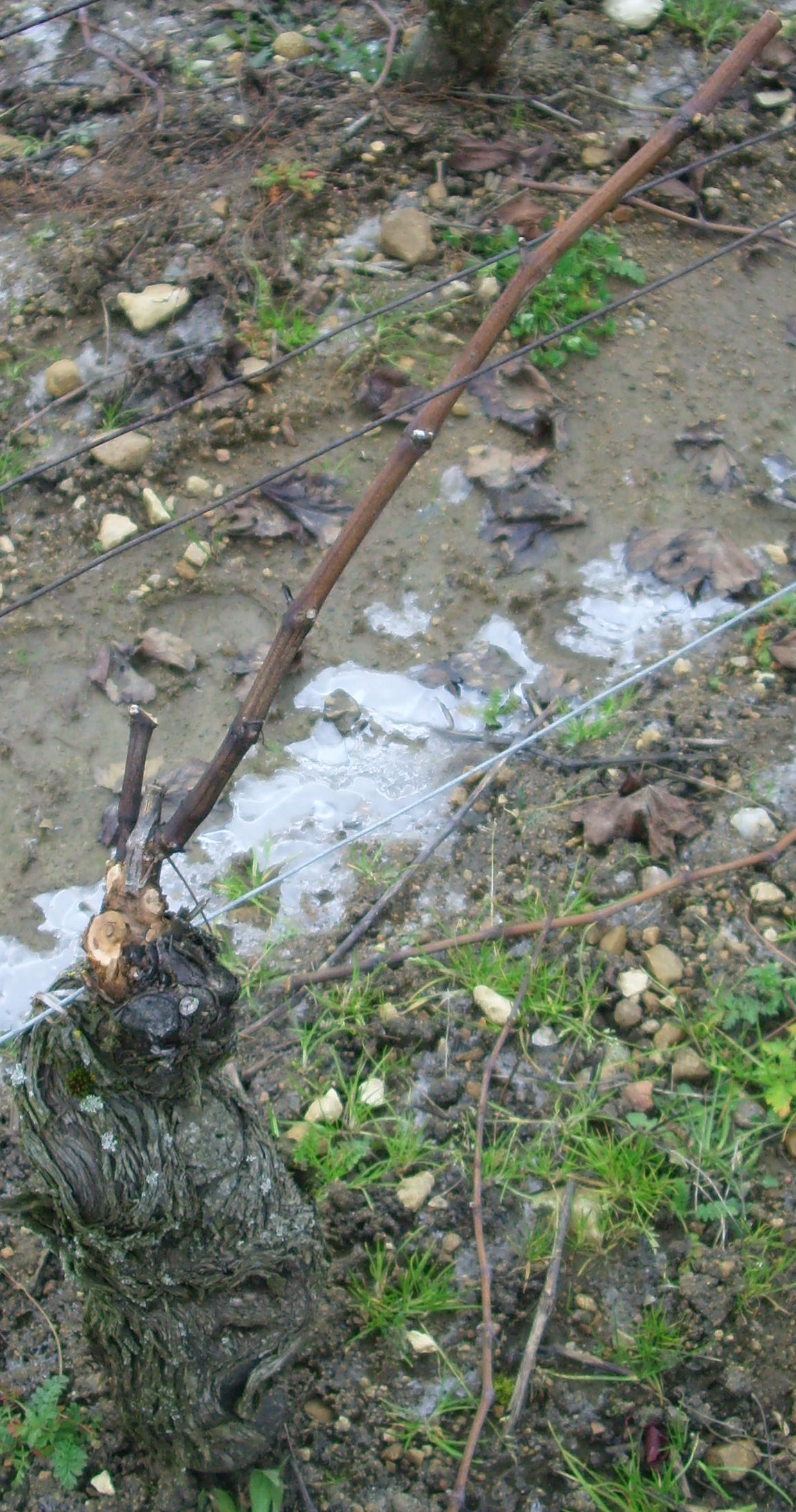
Pied taillé en guyot simple.
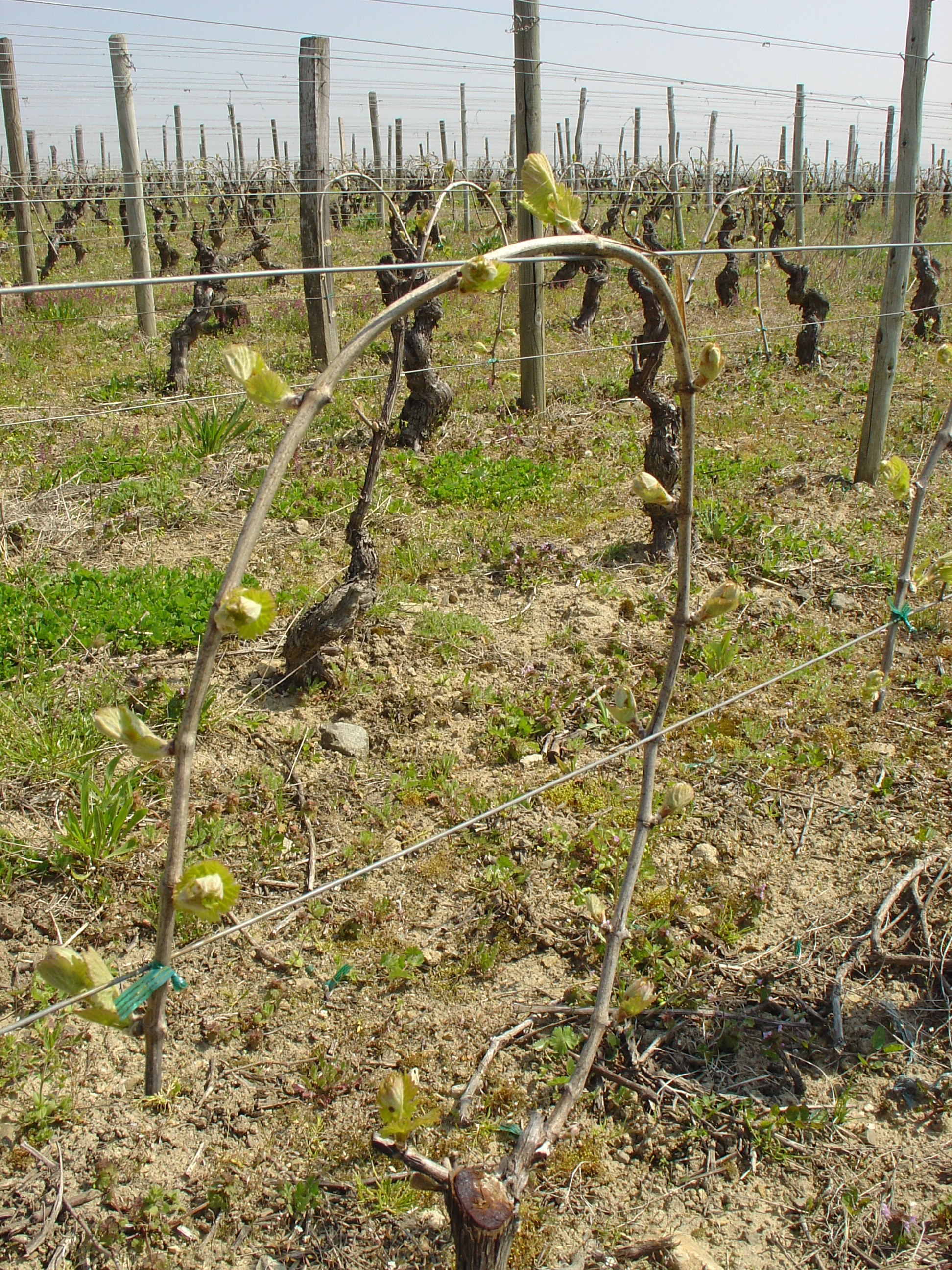
Taille à queue du Mâconnais.

L'écartement entre rangs ne peut excéder 2,5 mètres et entre ceps sur le rang, il doit être au minimum de 0,80 m. Des allées peuvent être aménagée en arrachant un rang de vigne. L'allée ne doit pas excéder 3 m et doit bénéficier d'un couvert végétal spontané ou semé.
La hauteur de feuillage entre la limite inférieure du feuillage et la hauteur de rognage doit dépasser 0,6 fois l'écartement entre rangs et un palissage fixe est obligatoire si l'écartement entre rangs dépasse 1,5 m.

### Rendements
Les rendements sont fixés à un maximum de 60 hectolitres par hectare pour les rouges et rosés, 58 hectolitres par hectare pour les beaujolais supérieurs et 68 hectolitres par hectare pour les blancs. Le rendement butoir est à 65 pour les rouges et rosés, 63 pour les beaujolais supérieurs et 75 pour les blancs. À noter que l'ensemble de ces valeurs a été revu dans le décret de 2022, avec des rendements plus bas pour les rouges (et rosés) et plus élevés pour les blancs.  
Le rendement réel est en dessous du maximum autorisé par le cahier des charges, par exemple le rendement moyen pour l'ensemble de l'appellation (total du blanc et du rouge) lors des vendanges 2010 est de 45,3 hectolitres par hectare.
Les rendements de 2023 pour les différents vins de l'AOC beaujolais étaient :
| Vins                 | Superficie (ha) | Production (hl) | Rendement (hl/ha) |
| -------------------- | --------------- | --------------- | ----------------- |
| beaujolais rouge(1)  | 3 044           | 156 425         | 51                |
| beaujolais supérieur | 42              | 1 463           | 35                |
| beaujolais rosé      | 180             | 9 718           | 54                |
| beaujolais blanc     | 367             | 19 480          | 53                |

(1) hors beaujolais-villages et beaujolais supérieur et incluant le primeur.
Le service des Douanes n'a pas publié de données relatives au primeur pour la production de 2023. En 2022, le volume de primeurs représentait 23 % de la production en rouge (approximativement 29 000 hl sur un total de 126 000 hl), et 5 % en rosé.

### Vendanges
Les vendanges sont faites essentiellement à la main, les grappes de raisin devant arriver intactes dans les cuves.
Le premier jour des vendanges (appelé « levée du ban des vendanges ») varie selon la maturité des baies, qui dépend lui-même de l'ensoleillement reçu : les années relativement chaudes les raisins sont vendangés tôt, les années relativement froides les vendanges sont plus tardives.
| Années | Débuts des vendanges | Années | Débuts des vendanges | Années | Débuts des vendanges |
| ------ | -------------------- | ------ | -------------------- | ------ | -------------------- |
| 1997   | 30 août              | 2002   | 7 septembre          | 2007   | 25 août              |
| 1998   | 2 septembre          | 2003   | 14 août              | 2008   | 15 septembre         |
| 1999   | 7 septembre          | 2004   | 11 septembre         | 2009   | 27 août              |
| 2000   | 28 août              | 2005   | 5 septembre          | 2010   | 13 septembre         |
| 2001   | 6 septembre          | 2006   | 5 septembre          | 2011   | 24 août              |

## Vins
La production déclarée en 2023 a été d'un total de 344 246 hectolitres (un hectolitre = 100 litres = 133 bouteilles de 75 cl), dont :
- 156 424 hl de beaujolais rouge ;
- 147 390 hl de beaujolais-villages rouge ;
- 1 462 hl de beaujolais supérieur (uniquement en rouge) ;
- 9 717 hl de beaujolais rosé ;
- 2 077 hl de beaujolais-villages rosé ;
- 19 479 hl de beaujolais blanc ;
- 7 697 hl de beaujolais-villages blanc[1].

En 2010, la production était de 317 500 hl.

### Vinification et élevage
La méthode de la macération carbonique explique beaucoup le type de vins très particulier qui y est produit. Le raisin est encuvé entier et la cuve fermée pendant quelques jours. La saturation de la cuve empêche les raisins de respirer, les obligeant à un mode de fonctionnement anaérobie. Cette évolution à l'intérieur du grain de raisin s'apparente à un début de fermentation. Elle produit un peu d'alcool et des précurseurs d'arômes. Ensuite, le raisin est foulé et une fermentation traditionnelle se poursuit.
Ce processus a été étudié par Michel Flanzy et porte le nom de macération carbonique.
Pour assurer la continuité de ce mode de vinification, le beaujolais est issu d'un raisin vendangé manuellement. Des essais de récolte à la machine à vendanger sont menés pour tenter de réduire le coût en personnel d'un vin qui se vend en dessous de son coût de production.
Pour les vins destinés à être élevés et gardés plusieurs années, (beaujolais et beaujolais-villages non primeurs, ainsi que les crus du Beaujolais) la vinification est semi-carbonique, à mi-chemin de la vinification bourguignonne. Le raisin est récolté manuellement, encuvé entier sans éraflage. La fermentation débute comme pour une macération carbonique, mais au moment où le marc destiné au primeur est décuvé et pressé, les cuves destinées au vin de garde sont pigées et la macération se poursuit jusqu'à épuisement presque complet des sucres. Le vin est ensuite écoulé, le marc pressé et la fermentation malolactique peut s'enclencher tant que la température n'est pas trop descendue.

### Différents vins
L'appellation regroupe six produits différents : le beaujolais blanc, le beaujolais rosé, le beaujolais rosé nouveau ou primeur, le beaujolais rouge, le beaujolais rouge nouveau ou primeur et le beaujolais supérieur.

#### Crus du Beaujolais
Les dix crus du Beaujolais (brouilly, chénas, chiroubles, côte-de-brouilly, fleurie, juliénas, morgon, moulin-à-vent, régnié et saint-amour) bénéficient de leur propre appellation.  Leurs aires de production font toutes partie de l'aire d'appellation de l'AOC beaujolais, et sont définies dans des cahiers de charge spécifique à chaque appellation.  Ces cahiers des charges ont des critères de production généralement plus restrictives en termes de gestion du vignoble, de rendements, de vinification et d'élevage.

#### Beaujolais nouveau ou primeur

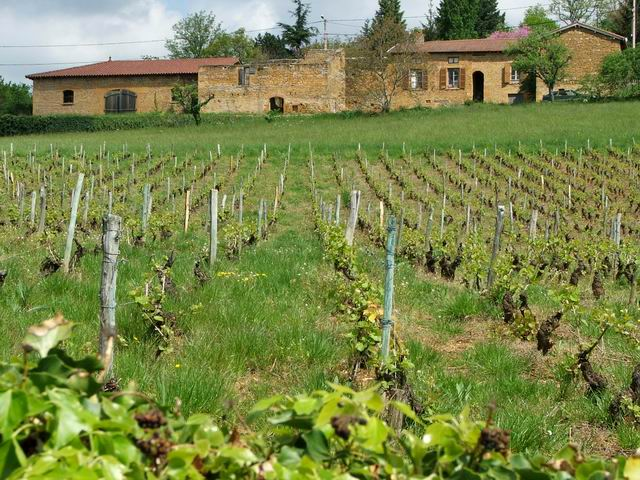
Vieille vigne enherbée de Beaujolais devant le château de Bagnols.

Le beaujolais primeur est un vin de l'année même, commercialisé à partir du troisième jeudi de novembre (depuis 1985 ; auparavant, c'était le 15 novembre). La dénomination beaujolais nouveau existe depuis 1951. Il a été le premier vin à lancer la mode du « primeur » et a joué un rôle essentiel dans la promotion du beaujolais.
Tous les vins des appellations beaujolais et beaujolais-villages issus de la récolte de l'année et achetés avant le 30 novembre sont considérés comme « nouveaux » ou « primeurs ». En 2005, les beaujolais nouveaux représentent 450 000 hl de vin, dont 330 000 hl de beaujolais (soit la moitié de la production de cette première appellation) et 120 000 hl de beaujolais-villages (soit le tiers de la production de cette seconde appellation). En 2022, la proportion de vin nouveau est à la baisse, avec seulement 22 % de la production totale en rouge pour le beaujolais et 23 % pour le beaujolais-villages.

#### Le beaujolais rouge
Il représente la plus grosse partie de la production, avec 308 000 hectolitres en 2010, soit 97 % de l'appellation, mais sa part est plus petite dans les productions récentes (85 % en 2023). Une partie est vendue comme beaujolais nouveau (23 % en 2022), l'autre partie est commercialisée sur l'année comme vin des quatre saisons. Le beaujolais supérieur (qui représente moins de 1 % de la production de rouge en 2023), quant à lui, repose sur la même aire d'appellation que le beaujolais, mais est soumis à des contraintes plus exigeantes en termes de rendements, de teneur en sucre, de titre volumétrique, etc. 
Il est servi traditionnellement dans le « pot » de 46 centilitres dans les bouchons lyonnais ou les bistrots parisiens. Vin aromatique très fruité (fraise, framboise...), il a une structure en bouche fine et discrète.

### Gastronomie
Le beaujolais peut être un vin de garde en fonction de la durée de cuvaison et du mode d'élevage, mais les vins atteignent généralement leur pleine maturité très rapidement. On conseille de garder les bouteilles de deux à dix ans en fonction du millésime.

## Économie

### Structure des exploitations
Article annexes:
- Château des Jacques

### Commercialisation
Les vins bénéficiant de l'appellation peuvent être repliés sur les appellations régionales bourguignonnes, c'est-à-dire qu'ils peuvent être commercialisés sous les appellations bourgogne, bourgogne grand ordinaire, bourgogne ordinaire, bourgogne passe-tout-grains, bourgogne aligoté et crémant de Bourgogne (dont l'aire de production s'étend sur le Beaujolais, selon les deux décrets du 16 octobre 2009).

## Folklore

### Fête des sarmentelles
Sa sortie donne lieu à une grande fête à Beaujeu, capitale du Beaujolais : les Sarmentelles. À minuit, l'arrivée du beaujolais primeur est mise en scène avec la perce d'un fût du breuvage fêté.

### Littérature
Le beaujolais nouveau a inspiré à René Fallet le livre Le beaujolais nouveau est arrivé, dont a été tiré un film avec le même titre et entre autres Jean Carmet et Michel Galabru.

### Citation
« Lyon est une ville arrosée par trois grands fleuves : le Rhône, la Saône et le beaujolais, qui n'est jamais limoneux ni à sec. »

— Léon Daudet
.